# Сторона От
Сторона От — двойной концертный акустический альбом Ольги Арефьевой и группы «Ковчег». Запись состоялась в ЦДХ 6 февраля 1998 года. Концерт предваряли несколько песен Дмитрия Кантора, вошедшие в оригинальное (1998 года) кассетное и CD-издание альбома. Альбом по сути является продолжением издания нереализованного акустического материала времён «Аку-Аку». Двухчасовой с лишним (в оригинальном варианте) концерт заканчивается вокальной импровизацией виолончелиста Петра Акимова и регги-хитом «Дорога в рай», сыгранным на очередной бис.

## Список композиций
| №                   | Название              | Длительность |
| ------------------- | --------------------- | ------------ |
| 1.                  | «Вступительное слово» | 1:01         |
| 2.                  | «Сторона От»          | 3:02         |
| 3.                  | «Дуб зелёный»         | 2:03         |
| 4.                  | «Будем Были»          | 3:44         |
| 5.                  | «Папоротник»          | 5:21         |
| 6.                  | «Поющая Майя»         | 3:26         |
| 7.                  | «Лесорубы»            | 2:34         |
| 8.                  | «Она сделала шаг»     | 2:50         |
| 9.                  | «Чёрная флейта»       | 7:32         |
| 10.                 | «Ночь-ловушка»        | 3:29         |
| 11.                 | «Тот»                 | 3:19         |
| 12.                 | «Сделай что-нибудь»   | 4:38         |
| 13.                 | «Камикадзе любви»     | 5:15         |
| 14.                 | «Забор»               | 4:57         |
| 15.                 | «Мыловар»             | 4:01         |
| Общая длительность: | Общая длительность:   | 57:12        |

| №                   | Название                                  | Длительность |
| ------------------- | ----------------------------------------- | ------------ |
| 1.                  | «Вступительное слово»                     | 0:44         |
| 2.                  | «Колокольчики-бубенчики»                  | 1:57         |
| 3.                  | «Тигры»                                   | 3:03         |
| 4.                  | «Весенние Дни»                            | 2:32         |
| 5.                  | «Фарфоровая девочка»                      | 2:42         |
| 6.                  | «По небу босиком»                         | 3:44         |
| 7.                  | «Поезд за горизонт»                       | 2:48         |
| 8.                  | «Дом, которым заведует ЖЭК (Пётр Иваныч)» | 5:17         |
| 9.                  | «Это не рок»                              | 3:09         |
| 10.                 | «Бом колокол»                             | 4:06         |
| 11.                 | «Амона Фе»                                | 4:43         |
| 12.                 | «Про фольгу»                              | 3:39         |
| 13.                 | «Картонное пальто»                        | 2:17         |
| 14.                 | «Безобразия Петра Акимова»                | 5:39         |
| 15.                 | «Дорога в рай»                            | 6:07         |
| Общая длительность: | Общая длительность:                       | 52:27        |

| №                   | Название              | Длительность |
| ------------------- | --------------------- | ------------ |
| 1.                  | «Воин»                | 1:36         |
| 2.                  | «Эй, есть кто живой?» | 3:03         |
| 3.                  | «Круги над водой»     | 2:08         |
| Общая длительность: | Общая длительность:   | 6:47         |

| №  | Название           | Длительность |
| -- | ------------------ | ------------ |
| 1. | «Картонное пальто» |              |

## Участники записи
- Ольга Арефьева — вокал, гитара, стихи, музыка
- Пётр Акимов — виолончель, вокал
- Всеволод Королюк — флейты, гитара, перкуссия, вокал
- Михаил Трофименко — мандолина, вокал
- Борис Марков — перкуссия, вокал